# St. Georges
St. Georges is een civil parish in het bestuurlijke gebied North Somerset, in het Engelse graafschap Somerset met 3379 inwoners.